# August Oberhauser
August Oberhauser (4 de março de 1895 - data de morte desconhecida) foi um futebolista suíço, medalhista olímpico.
August Oberhauser competiu nos Jogos Olímpicos de Verão de 1924, ele ganhou a medalha de prata como membro da Seleção Suíça de Futebol.

## Ligações Externas
- Perfil Olímpico